# Теплогірськ (зупинний пункт)
Теплогі́рськ — пасажирський залізничний зупинний пункт Луганської дирекції Донецької залізниці.
Розташований на заході міста Ірміно, Стахановська міська рада, Луганської області на лінії Дебальцеве — Попасна між станціями Голубівка (4 км) та Стаханів (10 км).
Через військову агресію Росії на сході Україні транспортне сполучення припинене.